# Copris armiger
Copris armiger là một loài bọ cánh cứng trong họ Bọ hung (Scarabaeidae).